# Mercedes-Benz A-klass

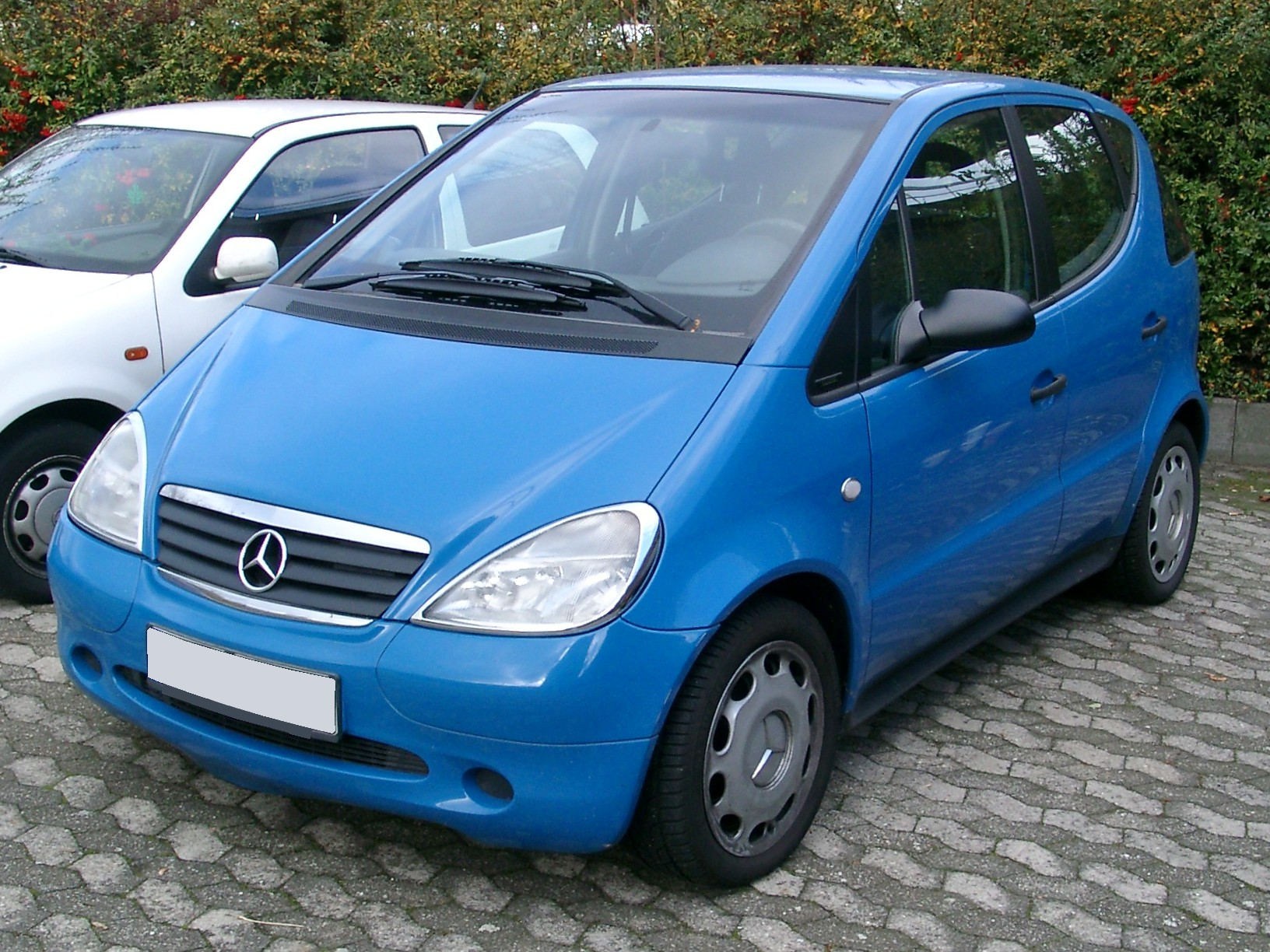
Första generationens A-klass

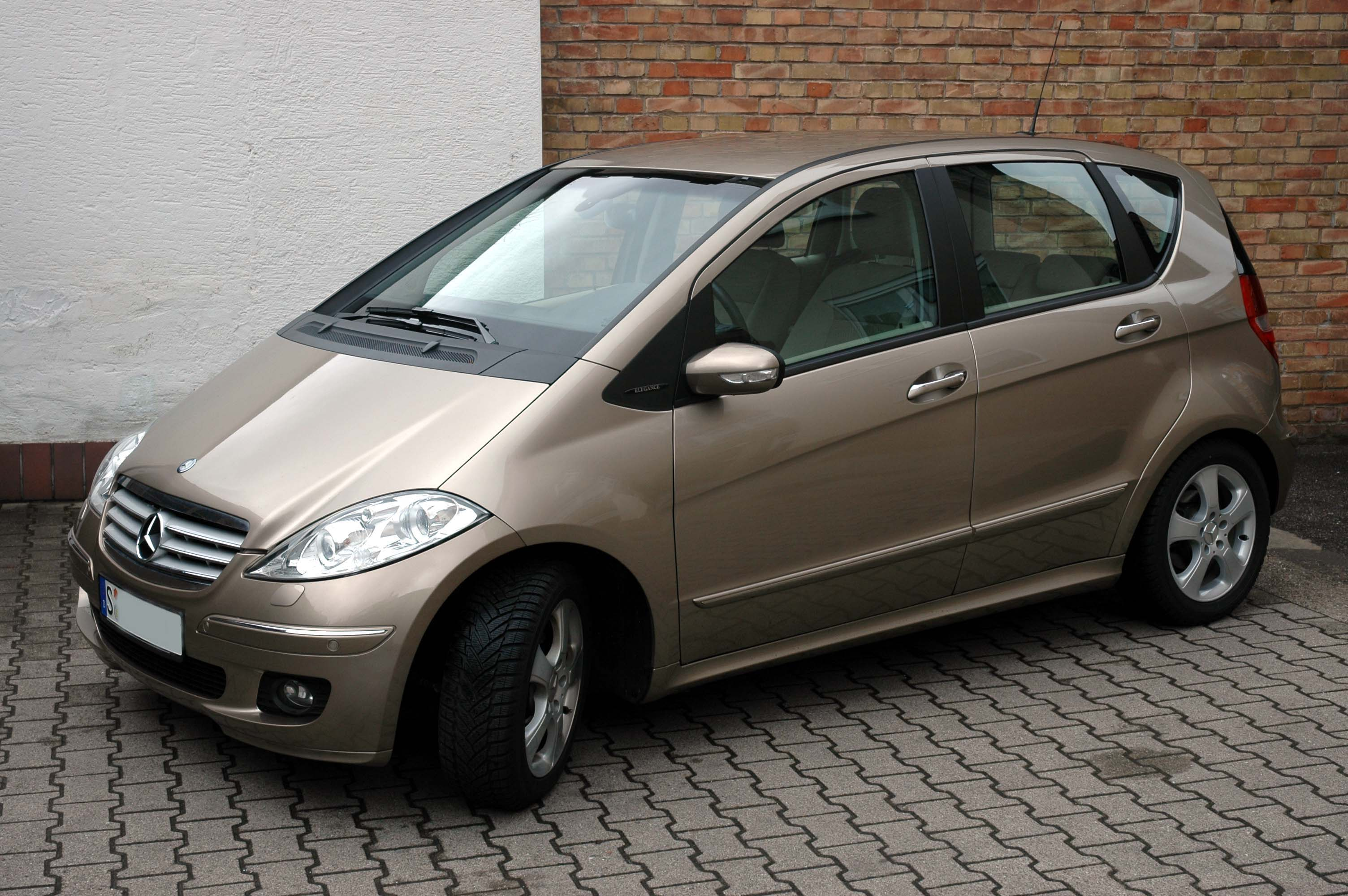
Mercedes-Benz A200, andra generationen, årsmodell 2004.

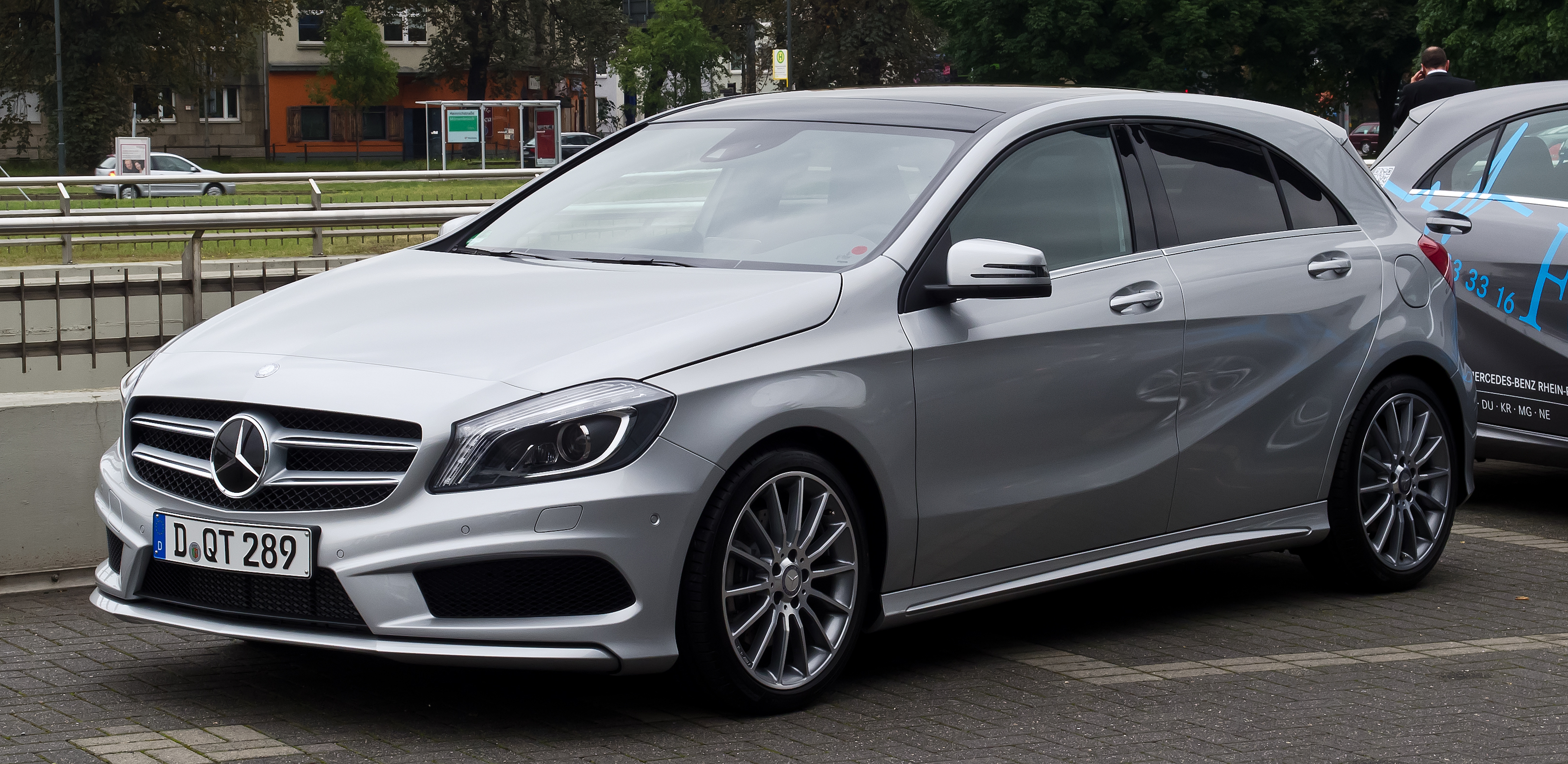
Tredje generationens A-klass

Mercedes-Benz A-klass (A 160) är en bilmodell från Mercedes-Benz lanserad 1997. Den är företagets minsta och billigaste personbil. Som karosseri finns tre- och femdörrars halvkombi.
Grundidén var en småbil med storbilskomfort men efter att bilen (generation ett, W168) fick stor internationell uppmärksamhet när den välte under ett undanmanöverprov (så kallat älgtest genomfört av Teknikens Värld 1997) så fick lanseringen läggas på is. Orsakerna till de dåliga vägegenskaperna har sedan dess avhjälpts med bland annat elektronisk stabilitetskontroll, styvare chassi, modifierade stötdämpare och sänkt tyngdpunkt. Åtgärderna förbättrade vägegenskaperna hos A-klassen men gav sämre komfort och stötigare gång. 
Denna händelse fick stort utrymme internationellt i olika medier där den svenske journalisten Robert Collin smutskastades från Mercedes Benz:s sida som menade att testet var riggat och att det inte alls var något fel på bilen. Mercedes-Benz fick dock snabbt svälja sin stolthet efter att även tyska biltidningar gjort om testet med samma vingliga resultat. Anledningen till bilens dåliga köregenskaper var helt enkelt att Mercedes-Benz hade haft lite för bråttom under utvecklingen av modellen och inte testat tillräckligt, en läxa som skulle visa sig mycket kostsam både i pengar och anseende. A-klassen fick i Sverige snabbt öknamnet "Vältklasse", en ordlek på det tyska ordet Weltklasse som betyder "världsklass". Resultatet blev att Mercedes Benz återkallade alla dittills sålda bilar (ca 17 000) och stoppade försäljningen tills problemen var avhjälpta.
Andra generationens A-klass (W169) började säljas i september 2004. Denna bil har redan från början bedömts som en mycket mer lyckad småbil än föregångaren med bland annat god komfort och fina köregenskaper.
Hittills har modellen bara tillverkats med raka, fyrcylindriga bensin- och dieselmotorer på mellan 1.4 och 2.0 liter.
Våren 2018 började man vid sidan av GLC-modellen också tillverka nya A-klassen på Valmet Automotive Oy bilfabriken i Nystad Finland.
Se även:
- Mercedes-Benz W168
- Mercedes-Benz W169
- Mercedes-Benz W176
- Mercedes-Benz W177